# Guriasz (Rugotin)
Guriasz, imię świeckie Grigorij Rugotin (ur. 1510 w Radonieżu, zm. 5 grudnia 1563 w Kazaniu) – pierwszy prawosławny biskup kazański, święty Rosyjskiego Kościoła Prawosławnego.

## Życiorys
Urodził się w zubożałej rodzinie szlacheckiej. Według opracowań hagiograficznych, w młodości pracował u księcia Iwana Pieńkowa, gdzie został oskarżony o romans z jego małżonką i uwięziony w podziemiach rezydencji księcia. Pozwolono mu jednak na opracowywanie w zamknięciu książek do nauki alfabetu dla dzieci. Wszystkie zarabiane w ten sposób pieniądze więzień przekazywał ubogim. Okres uwięzienia wzmocnił jego wiarę; po uwolnieniu Grigorij Rugotin udał się do Wołokołamska i wstąpił do monasteru założonego przez świętego mnicha Józefa Wołockiego. W 1543 wspólnota klasztoru wybrała go na jej nowego przełożonego. Mnich Guriasz otrzymał wówczas godność igumena. Zadania przełożonego spełniał przez dziewięć lat, po czym dobrowolnie zrezygnował z funkcji i przeżył jeszcze dwa lata w klasztorze jako prosty mnich. Następnie został przeniesiony do monasteru Trójcy Świętej w Seliżarowie w eparchii twerskiej jako jego przełożony.
W 1555 razem z ihumenami Warsonofiuszem i Germanem udał się do Kazania, gdzie miał jako pierwszy objąć zarząd nowo powstałej eparchii. Na jej terytorium rozwinął szeroką działalność misyjną. W Kazaniu wzniósł sobór Zwiastowania i ponad 10 mniejszych cerkwi, przyczynił się również do założenia czterech monasterów.
W 1561 biskup Guriasz ciężko zachorował, nie mógł od tej pory samodzielnie chodzić. Na krótko przed śmiercią złożył przed ihumenem Warsonofiuszem śluby wielkiej schimy. Zmarł 5 grudnia 1563 i został pochowany w monasterze Przemienienia Pańskiego w Kazaniu.
4 grudnia 1595 na terenie klasztoru odnaleziono jego relikwie, razem z relikwiami Warsonofiusza; według tradycji ciała duchownych nie uległy rozkładowi. Wówczas biskup kazański Hermogen sporządził ich żywoty. Relikwie pierwszego biskupa Kazania przeniesiono do soboru Zwiastowania. Obecnie (XXI w.) znajdują się one w cerkwi św. Teodora, Dawida i Konstantyna w Kazaniu.